# 吳惠 (正德進士)
吳惠（1477年—？），字仁甫，浙江寧波府鄞縣人，民籍，明朝政治人物。

## 生平
弘治十一年（1498年）戊午科浙江鄉試第十一名舉人。正德六年（1511年）中式辛未科會試第十名，登第三甲第五十四名進士。選庶吉士，授翰林院檢討。世宗登極，升國子監司業。嘉靖初，天子方任用文学，吴惠侍经筵日讲，多所启沃。升南京翰林院侍讲学士，主考順天鄉試。官至南京太常寺卿，以病卒。。有《北川文集》若干卷。

## 家族
曾祖吳子良；祖父吳臻；父吳山，母朱氏。永感下。